# Apogon dovii
 Apogon dovii és una espècie de peix de la família dels apogònids i de l'ordre dels perciformes.

## Morfologia
Els mascles poden assolir els 7,5 cm de longitud total.

## Distribució geogràfica
Es troba al Pacífic oriental: des de Mèxic fins al Perú.